# Živinice
För andra betydelser, se Živinice (olika betydelser).
Živinice (kyrilliska: Живинице) är en stad i kommunen Živinice i kantonen Tuzla i nordöstra Bosnien och Hercegovina. Orten ligger cirka 10 kilometer söder om Tuzla. Živinice hade 16 157 invånare vid folkräkningen år 2013.
Av invånarna i Živinice är 85,20 % bosniaker, 8,26 % kroater, 1,58 % bosnier, 1,16 % romer och 1,14 % serber (2013).
Högkvarteret för den svensk-danska pansarskyttebataljonen Nordbat 2 som ingick i UNPROFOR, var förlagd till en tidigare containerfabrik i Živinice.